# نمسیس (فیلم ۱۹۹۲)
نمسیس (انگلیسی: Nemesis) فیلمی در ژانر اکشن و علمی–تخیلی به کارگردانی آلبرت پایون است که در سال ۱۹۹۲ منتشر شد. از بازیگران آن می‌توان به اولیویه گرونر، کری هیرویوکی تاگاوا، مارجوری مانهن، و وینسنت کلین اشاره کرد.